# Vadouvan

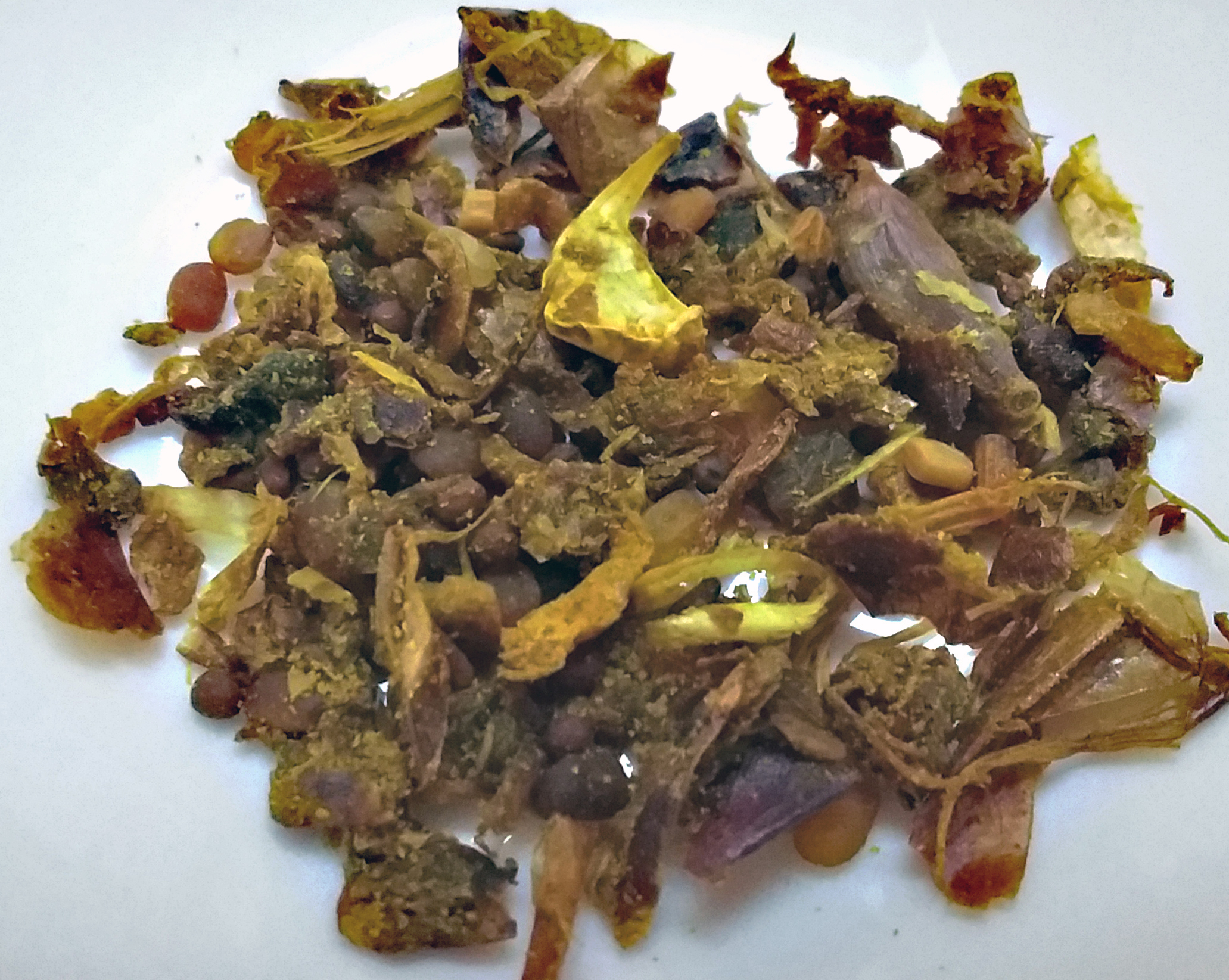
Vadouvan Gewürzmischung

Vadouvan, gelegentlich auch als Vaudouvan bezeichnet, ist eine indische Gewürzmischung, die vermutlich einen französischen Ursprung hat. Es wird angenommen, dass sie von französischen Siedlern im indischen Puducherry entwickelt worden ist. Sie gilt als Abwandlung einer tamilischen Gewürzmischung bekannt als Vadagam oder Vadakam.
Die Zutaten von Vadouvan-Mischungen können durchaus variieren, immer enthalten sein müssen jedoch Zwiebeln, Knoblauch, Kreuzkümmelsamen, Senfsaat sowie Fenchelsamen. Darüber hinaus werden in der Regel Schwarze Sojabohnen, Bockshornkleesamen, Kurkuma, Curryblätter, Asafoetida sowie Öl und Salz hinzugefügt.
Traditionell wird die Gewürzmischung in der Sonne getrocknet und anschließend zerkleinert. Danach wird Rizinusöl hinzugefügt, dem konservierende Eigenschaften zugesprochen werden, und das Ganze in kleine Kugeln gerollt. Diese trocknen dann noch für mehrere Tage weiter in der Sonne. Durch die einsetzende Fermentierung bekommen die Kugeln dann eine dunkel-olivbraune Farbe.
Vadouvan dient zum Aromatisieren der verschiedensten Speisen. Es kann für Reis-, Kartoffel- und Wokgerichte jeder Art eingesetzt werden.
Früher noch ein seltenes Nischenprodukt, wird es heutzutage bereits vielfach zum Kauf, insbesondere im Internet, angeboten.